# 沖之島 (香川県)
沖之島（おきのしま）は香川県小豆郡土庄町にある島である。

## 概要
小豆島の北西の沖合に位置する。
この島は人口が58人（推計人口、令和2年度）と少なくそのほとんどが高齢者である。
- 島内の学校 なし
- 島内の商業施設　なし
- また、この島は瀬戸内国際芸術祭2019が行われた。

## 交通
小豆島の小江から沖之島までは、無料の渡船で渡る。
しかしながら車で渡れないため救急搬送が困難などの理由で島民から架橋への要望が根強く、土庄町では架橋工事を決断、2021年度から架橋工事が始める見込みであったが、2022年2月3日に当時の町長である三枝邦彦が工事をめぐる入札情報を業者に漏らした官製談合防止法違反などの疑いで逮捕されたため、今後の計画が懸念されたが、建設工事が2022年6月8日より着手された。